# Facultad de Arte y Diseño Duncan de Jordanstone
La Facultad de Arte y Diseño Duncan de Jordanstone (DJCAD) es parte de la Universidad de Dundee en Dundee, Escocia. Está clasificada como una de las mejores escuelas de arte y diseño del Reino Unido.

## Historia

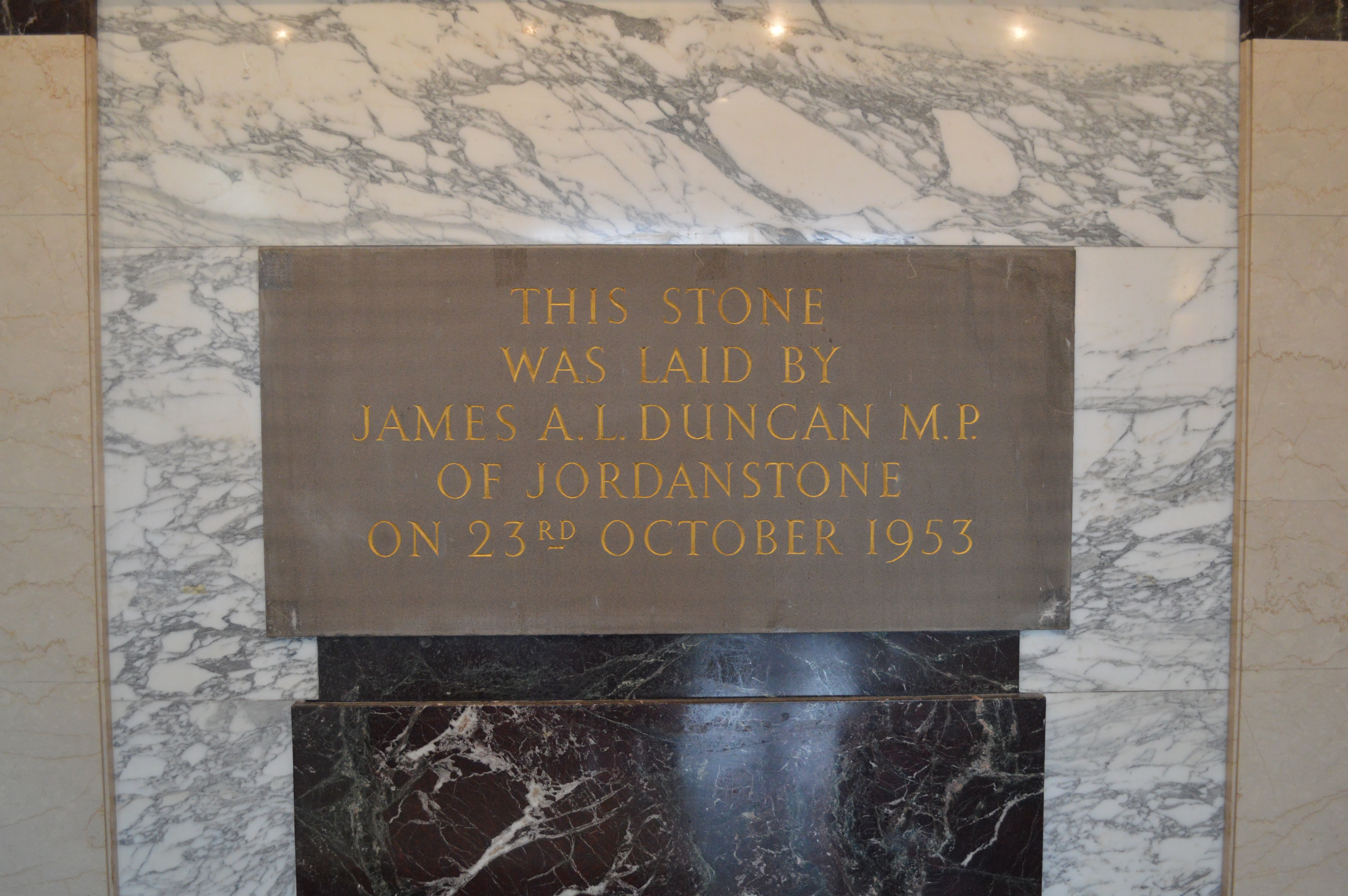
Primera piedra de la Facultad de Arte y Diseño Duncan de Jordanstone

Se hicieron intentos para establecer una escuela de arte en Dundee a partir de la década de 1850, y se impartieron clases nocturnas de arte en la escuela secundaria y la YMCA con gran éxito. Una escuela de arte de tiempo completo solo se convirtió en una posibilidad después de la creación del Instituto Técnico de Dundee en 1888. El instituto tenía su sede en Small's Wynd, ahora parte del campus principal de la Universidad de Dundee, y compartía instalaciones con lo que entonces era University College, Dundee.
Desde el principio, George Malcolm impartió clases de arte en el Instituto por las noches, pero en 1892 Thomas Delgaty Dunn fue designado como el primer maestro de arte a tiempo completo, y la universidad más tarde consideró esto como la fecha de su fundación.
El edificio principal del Instituto Técnico, diseñado por J Murray Robertson, pronto se volvió inadecuado, particularmente cuando las clases de arte de la escuela secundaria y la YMCA se fusionaron con las del instituto. Se lanzó una campaña de recaudación de fondos en 1907 y en 1911 el Instituto se mudó a un local nuevo y mucho más grandioso en Bell Street, diseñado por Robert Gibson y James Langlands, donde volvió a abrir como Dundee Technical College & School of Art. Otro incentivo para el desarrollo de la escuela llegó en 1909 con el legado de 60.000 libras esterlinas de James Duncan de Jordanstone establecer una escuela de arte independiente en la ciudad. Se produjo una larga batalla legal sobre si la universidad existente podía gastar el dinero, y no fue sino hasta la década de 1930 que se llegó a un acuerdo mediante el cual la universidad se reorganizó como el Instituto de Arte y Tecnología de Dundee, la Facultad de Arte que se administrará de forma autónoma en un sitio separado lejos del Colegio Técnico. El arquitecto James Wallace eligió un sitio y elaboró los planos en 1937, pero debido a los retrasos causados en gran parte por la guerra, la construcción no comenzó hasta 1953. Las clases comenzaron en lo que ahora se llama el edificio Crawford en 1955, aunque no se completaría. hasta 1964.
La universidad pasó a llamarse Duncan of Jordonstone College of Art en 1961, pero no se independizó por completo del Instituto de Tecnología (ahora la Universidad de Abertay) hasta 1975. Para entonces, se había expandido a un nuevo edificio al lado (ahora llamado Matthew Edificio, diseñado por Baxter Clark & Paul). El colegio se mantuvo independiente hasta 1994, cuando pasó a formar parte de la Universidad de Dundee. Con el tiempo, Duncan de Jordanstone ha construido fuertes vínculos académicos con otras disciplinas de la universidad, manifestados en programas conjuntos como Arte Médico, Arte Forense y Arte y Humanidades.

## Estructura
DJCAD es una escuela dentro de la Universidad de Dundee y está dirigida por la actual decana, la profesora Anita Taylor. DJCAD está estructurado en torno a carteras de pregrado, posgrado e investigación en lugar del enfoque departamental disciplinario más tradicional. La escuela está ubicada dentro de los edificios Crawford y Matthew, y parte del edificio Matthew se comparte con el departamento de Arquitectura por separado.

## Alumnos destacados
| - Albert Watson - Anna King - Calum Colvin - Christopher Orr - Clio Barnard - David Mach - David Mackenzie - Deborah Phillips - Derek Robertson - Euan Heng | - Farshid Moussavi - Gary Clark - Geoff Holder - Jackie Hatfield - James McIntosh - Johanna Basford - Katy Dove - Lucy McKenzie - Luke Fowler - Malcolm Duncan | - Marine Joatton - Patrick Hennessy - Roger Ball - Russ Nicholson - Sneha Solanki - Susan Philipsz - Tom Simpson - Tony Stallard - Voytek |

## Personal notable
| - Alberto Morrocco - Alison McKenzie - Calum Colvin - Dalziel + Scullion - David McClure | - Dudley D. Watkins - Edward Baird - Elaine Shemilt - Hugh Adam Crawford - James McIntosh Patrick | - Joseph McKenzie - Ronald Forbes - Scott Sutherland - Stephen Partridge - Will Maclean |

## Investigación
La investigación universitaria obtuvo una calificación alta en la última evaluación de investigación de educación superior del Reino Unido de 2014 (The REF2014). The Times calificó a DJCAD como el primero en Escocia en arte y diseño, e igualó el tercero en el Reino Unido por promedio de calificaciones (intensidad) con el 58% de sus resultados en 3 o 4 estrellas. El elemento Impacto de DJCAD Research recibió una calificación del 60 % con 4 estrellas y del 40 % con 3 estrellas. El REF juzgó el entorno de investigación de DJCAD, incluido el soporte y la infraestructura subyacentes, los ingresos externos y el desempeño del doctorado, al 100 % en niveles de 3 o 4 estrellas. La universidad fue elogiada por su cultura de investigación establecida y su investigación interdisciplinaria y colaborativa, con una comunidad de doctorados que en 2014 asciende a alrededor de 45 con 25 asistentes de investigación posdoctorales. Los proyectos de investigación y los estudiantes se agrupan alrededor de las instalaciones dentro de los edificios de la universidad, incluido el Estudio de investigación en el campus.

## Exposiciones
Las exposiciones temporales se llevan a cabo en varias galerías dentro de la universidad. Desde enero de 2008 se han realizado 72 exposiciones, 68 eventos, 11 performances, 27 charlas, 11 seminarios/talleres y 3 simposios. Hay cuatro galerías: Cooper Gallery (215 metros cuadrados); Cooper Gallery Project Space (100 metros cuadrados); Bradshaw Art Space (90 metros cuadrados); Galería Mateo (300 metros cuadrados). Además de las galerías de la universidad, en Lamb Gallery, Tower Foyer Gallery y otros lugares de la universidad se muestran trabajos de las colecciones de la universidad y exposiciones de exalumnos notables.

### Colecciones
La universidad también mantiene una colección de obras de arte de sus estudiantes, generalmente adquiridas en las exposiciones de grado anuales. La colección ahora es administrada como una colección de museo público por los Servicios de Museos de la Universidad de Dundee. También hay importantes fondos de diseño de muebles, diseño textil del Programa de Desarrollo de la Costura, videoarte y un gran archivo y colección del artista de performance Alastair MacLennan. El trabajo del personal de la universidad se exhibe regularmente en sitios propiedad de la ciudad de Dundee, la universidad en general o el DCA, así como en eventos en todo el mundo.

#### abcD | artists’ books collection Dundee
La Biblioteca DJCAD alberga una gran colección de libros de artistas (artists’ books collection Dundee -abcD), establecida originalmente en 1999 como el Centro de libros de artistas de Alec Finlay , ahora con 1450 libros, múltiplos y efímeros de 600 artistas representados en la colección. (Nombres notables incluyen Andy Warhol, Marcel Duchamp, Carl Andre, John Cage, Valie Export, Bruce Nauman, Dieter Roth, Carolee Schneemann, Jake & Dinos Chapman, Susan Hiller, Yoko Ono, Helen Douglas, Tacita Dean, Bruce Maclean, David Shrigley , Julián Opie, John Latham, Simon Starling, Ian Hamilton Finlay, David Bellingham y Toby Paterson).

## Dundee Degree Show y Dundee Masters Show
El Dundee Degree Show se organiza anualmente en mayo para exhibir el trabajo de los estudiantes universitarios de último año. Por lo general, dura alrededor de una semana.

### Premios
- 2013 - UK Event Awards - Evento educativo del año[13]
- 2014 - Nuevos diseñadores - Premio al mejor stand[14]

- Datos: Q5314669

1. ↑  «Duncan of Jordanstone College of Art - Art colleges around the world». web.archive.org. 5 de febrero de 2013. Archivado desde el original el 5 de febrero de 2013. Consultado el 15 de marzo de 2022.
2. ↑  «University of Dundee». web.archive.org. 30 de diciembre de 2020. Archivado desde el original el 17 de octubre de 2013. Consultado el 15 de marzo de 2022.
3. ↑  Jarron, Matthew (2015). Independent & Individualist: Art in Dundee 1867-1924. Dundee: Abertay Historical Society. pp. capítulo 6.
4. ↑  «The Duncans of Jordanstone & Drumfork - Clan Duncan Society». www.clan-duncan.co.uk. Consultado el 15 de marzo de 2022.
5. ↑  «The Duncan of Jordanstone College of Art (Closure) (Scotland) Order 1994». web.archive.org. 8 de enero de 2009. Archivado desde el original el 8 de enero de 2009. Consultado el 15 de marzo de 2022.
6. ↑  «Art and Design courses». University of Dundee (en inglés). Consultado el 15 de marzo de 2022.
7. ↑  «The  Inky World of Johanna  Basford». UCreative.com (en inglés estadounidense). 8 de mayo de 2013. Consultado el 15 de marzo de 2022.
8. ↑  «Results& submissions : REF 2014 : View submission». results.ref.ac.uk. Consultado el 16 de marzo de 2022.
9. ↑  «Design Chair Collection : Museum : University of Dundee». www.dundee.ac.uk. Consultado el 16 de marzo de 2022.
10. ↑  «Textiles : Museum : University of Dundee». www.dundee.ac.uk. Consultado el 16 de marzo de 2022.
11. ↑  «REWIND». web.archive.org. 28 de enero de 2021. Archivado desde el original el 28 de enero de 2021. Consultado el 16 de marzo de 2022.
12. ↑  Team, UoD Web. «Alastair MacLennan Archive – The website of the artist Alastair MacLennan» (en inglés británico). Consultado el 16 de marzo de 2022.
13. ↑  «UK Event Awards». web.archive.org. 7 de diciembre de 2013. Archivado desde el original el 7 de diciembre de 2013. Consultado el 16 de marzo de 2022.
14. ↑  «New Designers 2014 - New Designers Best Stand Award Part 2». web.archive.org. 28 de julio de 2014. Archivado desde el original el 28 de julio de 2014. Consultado el 16 de marzo de 2022.